# 西宮市立上ケ原南小学校
西宮市立上ケ原南小学校（にしのみやしりつ うえがはらみなみしょうがっこう）は、兵庫県西宮市上ヶ原九番町に所在する公立小学校。

## 沿革
- 1973年（昭和48年）4月1日 - 西宮市立上ケ原小学校から分離して開校。

## 通学区域
一ケ谷町、上ケ原山田町、上ケ原山手町、上ケ原六番町～上ケ原十番町
※卒業後は基本的に西宮市立上ケ原中学校に進学する。

## 通学区域が隣接している学校
- 西宮市立上ケ原小学校
- 西宮市立広田小学校
- 西宮市立甲陽園小学校